# Даріуш Мехрджуї
Даріуш Мехрджуї (перс: داریوش مهرجویی ; 8 грудня 1939, Тегеран — 14 жовтня 2023, Карадж) — іранський режисер, продюсер, сценарист і монтажер.
Мехрджуї був одним із засновників іранського руху нової хвилі на початку 1970-х років. Його другий фільм, Корова, вважається першим фільмом цього руху. Більшість його фільмів натхненні літературою та адаптовано з іранських та іноземних романів і п'єс. 14 жовтня 2023 року був знайдений зарізаним на смерть разом зі своєю дружиною.

## Біографія

### Ранні роки
Даріуш Мехрджуї народився в сім'ї середнього класу в Тегерані, Іран. Він виявляв інтерес до живопису, мініатюри, музики, гри на сантурі і фортепіано. Даріуш провів багато часу в кінотеатрах, зокрема, дивлячись американські фільми. У цей час Мехрджуї почав вивчати англійську мову для того, щоб краще насолоджуватися фільмами. Фільм, який справив найбільший вплив на нього в дитинстві був Викрадачі велосипедів (1948, реж. Вітторіо де Сіка). Хоча Мехрджуї виріс в релігійній сім'ї у віці 15 років, він сказав, що втратив свою віру в Бога.
В 1959 році Мехрджуї переїхав до Сполучених Штатів, щоб навчитися в каліфорнійському університеті, Лос-Анджелес. 1964 року Мехрджуї почав свій власний літературний журнал Pars Review. Метою журналу була в тому, щоб принести сучасну перську літературу західним читачам. За цей час він написав свій перший сценарій. Мехрджуї повернувся до Тегерана в 1965 році.
Повернувшись в Тегеран, Мехрджуї знайшов роботу як журналіст і сценарист. З 1966 по 1968 він був учителем у центрі вивчення іноземних мов, де викладав літературу та англійську мову.

### Рання кінокар'єра (1966—1972)

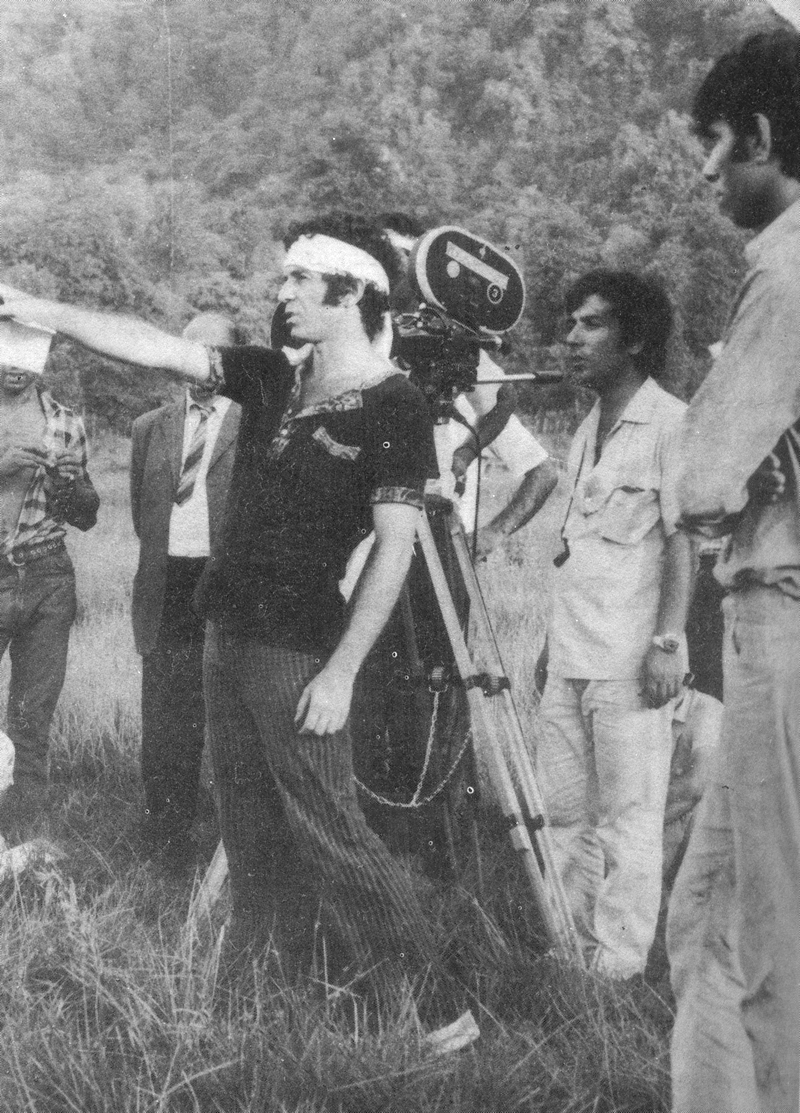
Мехрджуї на зніманні фільму Листоноша

Даріуш Мехрджуї дебютував в 1966 році з фільмом Діамант 33, пародія на фільм з серії про Джеймса Бонда. Фільм не був успішним у фінансовому відношенні. Але його другий фільм, Корова, принесла йому національну і міжнародну популярність. Фільм Корова, символічна драма, яка розповідає про простого селянина і його майже міфічну прихильність до своєї корови. Фільм був завершений в 1969.
Фільм Корова був заборонений протягом року з боку Міністерства культури та мистецтв, бувши одним з перших фільмів, які отримати державне фінансування в Ірані. Коли фільм нарешті вийшов 1970 року, він був високо оцінений і здобув премію Міністерства культури. У 1971 році фільм був контрабандним шляхом вивезений з Ірану і представлений на Венеціанському кінофестивалі, де став найбільшою подією фестивалю цього року. Він виграв міжнародну премію критиків у Венеції, а пізніше в тому ж році, Ентезамі виграв премію, як найкращий актор на Міжнародному кінофестивалі в Чикаго.
Під час випуску Корови Мехрджуї був зайнятий створенням ще двох фільмів. В 1970 році він почав знімати Містер Наївність (Agha-ye Hallou), комедію в якому знімалися такі актори, як Алі Нассіріян та Еззатола Ентезамі. У фільмі Нассіріян грає простого, наївного сільського жителя, який їде в Тегеран, щоб знайти собі дружину.
В 1971 році Містер Наївність був показаний на кінофестивалі в Тегерані, де виграв дві нагороди: за найкращий фільм і найкращу режисуру. Пізніше в тому ж році він був показаний на 7-му Московському міжнародному кінофестивалі.

### Цикл (1973—1979)
В 1973 році Мехрджуї почав знімати один з його найвідоміших фільмів, «Цикл», про чорний ринок переливання крові в Ірані. Щоб почати знімати фільм Даріуш повинен був отримати дозвіл у Міністерстві культури. Але через тиск з боку іранської медичної спільноти, знімання відклали на рік.
Після закінчення знімання фільм ще протягом трьох років був заборонений Міністерством культури. В 1977 році він нарешті вийшов з допомогою адміністрації президента Картера, який домігся розширення прав інтелектуальної власності в Ірані. Прем'єра фільму відбулася в Парижі, де він отримав схвальні відгуки і був порівняний з фільмами Луїса Бунюеля «Забуті» і П'єра Паоло Пазоліні «Аккатоне».

### Кінокар'єра після іранської революції (1979-теперішній час)
В 1981 році Мехрджуї і його сім'я переїхали в Париж і залишалися там протягом декількох років, разом з кількома іншими іранськими біженцями. За цей час він зняв повнометражний документальний фільм про поета Артура Рембо для французького телебачення, який в 1983 році був показаний на Венеціанському та Лондонському кінофестивалі. У 1985 році Мехрджуї і його родина повернулися в Іран і Даріуш відновив свою кінокар'єру в рамках нового режиму.

## Кінематографічний стиль і спадщина
Іранський кінематограф починається з Даріуша Мехрджуї, який представив реалізм, символізм, і чутливість художнього кіно. Його фільми мають деяку схожість з фільмами Роберто Росселліні, Вітторіо де Сіка та Сатьяджита Рая, але він також додав дещо притаманне лише Ірану.
З моменту виходу на екрани фільму Корова, Мехрджуї, поряд з Насером Таджваєм і Масудом Кіміаї, зіграв важливу роль у створенні іранського кінематографічного ренесансу, так званої «Іранської Нової хвилі».

## Нагороди
Мехрджуї отримав 49 національних та міжнародних нагород, включаючи:
- Золота раковина, Міжнародний кінофестиваль у Сан-Себастьяні (1993)
- Премія Г'юґо, Міжнародний кінофестиваль в Чикаго (1998)
- Crystal Simorgh, Fajr International Film Festival (2004)